# Persac
Persac ist ein westfranzösischer Ort und eine Gemeinde mit 718 Einwohnern (Stand: 1. Januar 2022) im Département Vienne in der Region Nouvelle-Aquitaine. Die Gemeinde gehört zum Arrondissement Montmorillon und zum Kanton Lussac-les-Châteaux. Die Einwohner werden Persacois genannt.

## Lage
Persac liegt etwa 38 Kilometer südöstlich von Poitiers. Hier münden die Flüsse Grande Blourde und Petite Blourde in die Vienne, die die westliche Gemeindegrenze bildet. Umgeben wird Persac von den Nachbargemeinden Lussac-les-Châteaux im Norden, Sillars im Nordosten, Saulgé und Moulismes im Osten, Adriers im Süden und Südosten, Nérignac im Süden, Moussac im Süden und Südwesten, Queaux im Westen und Südwesten sowie Gouex im Nordwesten.

## Bevölkerungsentwicklung
| Jahr                      | 1962 | 1968 | 1975 | 1982 | 1990 | 1999 | 2006 | 2013 |
| Einwohner                 | 1230 | 1086 | 1064 | 933  | 826  | 881  | 848  | 824  |
| Quelle: Cassini und INSEE |      |      |      |      |      |      |      |      |

## Sehenswürdigkeiten
Siehe auch: Liste der Monuments historiques in Persac
- Kirche Saint-Gervais-Saint-Protais aus dem 12. Jahrhundert, Monument historique seit 1984
- Kapelle Saint-Honorat aus dem 12. Jahrhundert
- Schloss La Mothe aus dem 13. Jahrhundert, Umbauten aus dem 15. und 19. Jahrhundert, Monument historique seit 1984

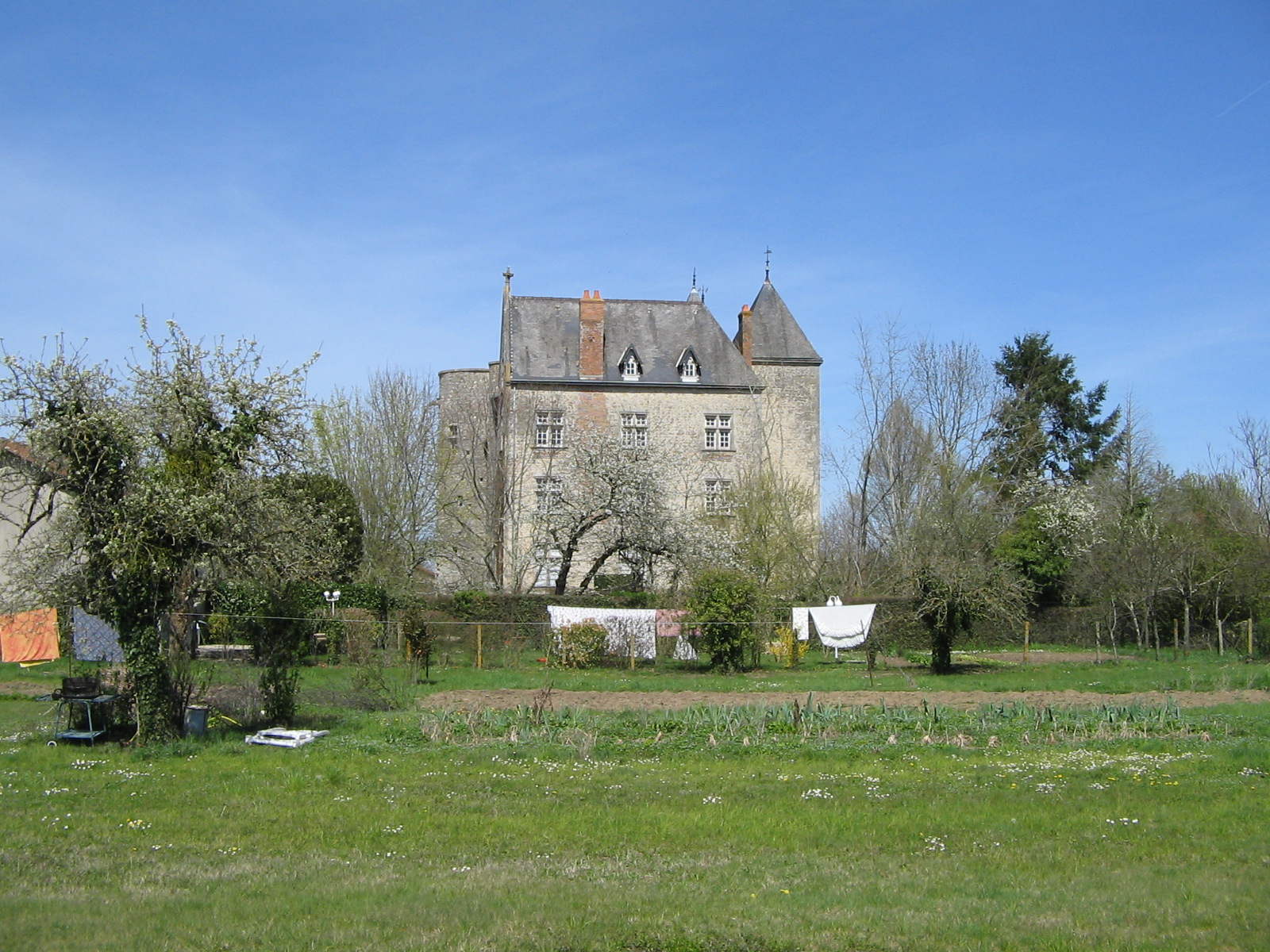
Schloss La Mothe

- Burg La Brûlonnière